# Radha Kessar
Radha Kessar est une mathématicienne indienne connue pour ses recherches dans le domaine de la théorie des représentations d'un groupe fini. Elle est professeure de mathématiques à la City University de Londres, et en 2009, elle a remporté le Prix Berwick de la London Mathematical Society.

## Formation et carrière
Kessar est diplômée de l'université du Panjab en 1991. Elle a obtenu son doctorat, en 1995, de l'université d'État de l'Ohio ; sa thèse, Blocks And Source Algebras For The Double Covers Of The Symmetric Groups, a été dirigée par Ronald Solomon,. Après avoir occupé des postes de professeur assistant en visite à l'université Yale et à l'université du Minnesota, et travaillé comme Weir Junior Research Fellow à l'University College, à Oxford, elle est retournée à l'université d'État de l'Ohio au titre de professeur adjoint en 2002. Elle part à l'université d'Aberdeen en 2005, et de nouveau à City en 2012.
En 2005 elle est professeure invitée à l'université de Franche-Comté et en 2008 au MSRI.

## Prix et distinctions
Elle est lauréate en 2009 du prix Berwick conjointement avec son futur collègue à City Joseph Chuang, pour les recherches présentées dans leur article « Symmetric Groups, Wreath Products, Morita Equivalences and Broué's Abelian Defect Conjecture ».
En 2016 elle est conférencière invitée au Congrès européen de mathématiques à Berlin avec une conférence intitulée « On Perverse Equivalences and Rationality », conjoitement avec Joseph Chuang.

## Publications
- « Introduction to block theory ». In: M. Geck, D. M. Testerman, J. Thévenaz, (éd.), Group Representation Theory, EFPL Press 2007
- avec Gunter Malle: « Quasi-isolated blocks and Brauer’s height zero conjecture », Annals of Mathematics, vol 178, 2013
- Avec Michael Aschbacher et Bob Oliver, elle est l'auteure du livre Fusion Systems in Algebra and Topology (Cambridge University Press, 2011)[4].